# Cédric Regnier-Lafforgue
Cédric Regnier-Lafforgue (ur. 16 lutego 1977 w Chambéry) – francuski narciarz, specjalista narciarstwa dowolnego. Zajął 9. miejsce w jeździe po muldach na mistrzostwach świata w Whistler. Zajął także 11. miejsce w tej samej konkurencji na igrzyskach olimpijskich w Salt Lake City. Najlepsze wyniki w Pucharze Świata osiągnął w sezonie 2000/2001, kiedy to zajął 43. miejsce w klasyfikacji generalnej.
W 2002 r. zakończył karierę.

## Sukcesy

### Igrzyska olimpijskie
| Miejsce | Dzień     | Rok  | Miejscowość    | Konkurencja      | Zwycięzca     |
| ------- | --------- | ---- | -------------- | ---------------- | ------------- |
| 11.     | 12 lutego | 2002 | Salt Lake City | Jazda po muldach | Janne Lahtela |

### Mistrzostwa świata
| Miejsce | Dzień       | Rok  | Miejscowość | Konkurencja      | Zwycięzca       |
| ------- | ----------- | ---- | ----------- | ---------------- | --------------- |
| 9.      | 19 stycznia | 2001 | Whistler    | Jazda po muldach | Mikko Ronkainen |

### Puchar Świata

#### Miejsca w klasyfikacji generalnej
- 1996/1997 – 88.
- 1997/1998 – 75.
- 1999/2000 – 54.
- 2000/2001 – 43.
- 2001/2002 – –

#### Miejsca na podium
1. Mont Tremblant – 12 stycznia 2001 (Jazda po muldach) – 3. miejsce